# Коичи Ваката
Коичи Ваката (на японски: 若田 光一) е японски инженер, офицер и астронавт на JAXA. Ветеран от четири космически мисии и един продължителен престой на МКС..

## Биография
Роден е на 1 август 1963 г. в Омия, префектура Сайтама, Япония. Получава бакалавърска степен по авиационно инженерство през 1987 г., магистърска по приложна механика през 1989 г.и докторска по аерокосмическо строителство през 2004 г. от Университета Кюшу. Работи като инженер в Японските авиолинии.

## Кариера в JAXA
Ваката е избран от Националната космическа агенция за развитие на Япония (NASDA) (сега JAXA) като кандидат за астронавт през 1992 г., и е обучен в космически център „Л. Джонсън“ на НАСА (Johnson Space Center). Ваката заема различни длъжности. По време на мисията STS-85 е асистент на оперативния директор на NASDA за демонстрацията на полезния товар на мисията (роботизираният манипулатор („ръка“) за японския експериментален модул Кибо на Международната космическа станция (МКС). През декември 2000 г., става инструктор-астронавт по роботика на НАСА. През август 2006 г. започва обучение за бординженер на руския космически кораб „Союз“ и подготовка за продължителен престой на МКС.

## Космически полети
Първият полет на Ваката е мисия STS-72 през 1996, вторият – мисия STS-92 през 2000. Последният полет е извършил през 2009 г., мисия STS-127.

### STS-72
Мисия STS-72 (със совалката „Индевър“. Започва на 11 януари 1996 г., приключва на 20 януари. Продължителността на мисията е 8 денонощия, 22 часа, 1 минута и 47 секунди. Основната задача е да се хване и върне на Земята японския изследователски кораб за микрогравитация (Space Flyer Unit), изстрелян през март 1995 г.

### STS-92
Ваката е първият японски астронавт, работил по монтажа на МКС по време на мисия STS-92. Екипажът монтира Ферма Z1 и Херметизирания скачващ адаптер (PMA3) на МКС. Полетът е със совалката Дискавъри и протича от 11 до 24 октомври 2000 г. Продължителността на полета е 12 денонощия 21 часа 43 минути и 47 секунди.

### STS-119
Коичи Ваката е бординженер на полет STS-119, и стартира към МКС през март 2009. Екипажът на STS-119 монтира ферма S6 на МКС. Ваката остава на борда на МКС, да служи като борден инженер на Експедиция 18, а със совалката Дискавъри се завръща на Земята Сандра Магнус.

### НаМКС
През февруари 2007 г., Ваката е назначен за бординженер на МКС Експедиция 18, който е предвиден да започне през зимата на 2008 година.. Той стартира с екипажа на STS-119 и е първият член на екипажа, представител на JAXA. Той е бординженер 2 на Експедиция 18, Експедиция 19 и Експедиция 20. Завръща се на Земята като специалист на полета с мисия STS-127.
Ваката е първият японски астронавт, участвал в мисия с голяма продължителност на станцията.
Ваката е първият човек, който е работил в пет различни екипажа, без да се завръща на Земята: STS-119, Експедиция 18, Експедиция 19, Експедиция 20 и STS-127
.
По време на престоя си на станцията, той взема участие в много експерименти, включително летящо „вълшебно килимче“, сгънато пране и други. 
Като експеримент на станцията, той носи специални гащи за един месец, без да ги пере.

### STS-127
Ваката се завръща на Земята на борда на совалката „Индевър“, мисия STS-127. Совалката, заедно с американските и канадските астронавти на борда и доставят и инсталират последните два компонента на японския експериментален модул Кибо: на външна експериментална платформа (JEM-EF), и на външната товарна платформа (JEM-ES).

## Персонална информация
Ваката е женен за Стефани фон Заксен-Алтенбург от Бон, Германия, и има 11-годишен син Той е любител-пилот и има над 2100 часа на различни типове самолети.